# Voria parva
Voria parva là một loài ruồi trong họ Tachinidae.